# Eivor Spetz
Eivor Spetz, född 14 mars 1947 i Rydboholm, är en svensk textilformgivare.
Spetz började efter avslutad skolgång arbeta som praktikant vid Borås Wäfveris designavdelning. Hon arbetade vid avdelningen för modetyger där hennes arbetsuppgift var att handmålade ränder på skjorttyger. Hennes chef Inez Svensson uppmärksammade hennes konstnärliga förmåga och detta ledde till att hon fick arbeta för flera av företagets formgivare bland annat Gudrun Carlander, Birgit Linde och Kerstin Persson. Efter praktiktiden studerade hon vid Textilinstitutet i Borås 1965-1967. Efter studierna anställdes hon av Mona Björk vid Mölnlycke-Tuppen AB, som då var ett dotterbolag till Borås Wäfveri. Den första tiden i ateljén var hon arbetskamrat med Viola Gråsten och flera andra namnkunniga formgivare, dessa gav henne både uppmuntran och kritik för de mönster hon skapade. Efter att först arbetat med mönster för modetyger övergick hon till att rita mönster för heminredningstyg. Hennes första framgång kom med mönstret Opera som senare följdes av Liseberg och Cirklar. Mellan 1971 och 1988 arbetade hon huvudsakligen med bäddtextilier men hon utförde även mönster för rullgardiner och gardiner. Hon var därefter verksam 1988-1993 vid Ludvig Svensson AB i Kinna där hon var konstnärlig ledare för mönsterframtagningen av företagets gardiner. Hon har därefter arbetat som frilansare med undantag av kortare inhopp vid olika företag bland annat var hon under en period marknadsassistent vid Elastocon. Som formgivare medverkade hon i flera konsthantverksutställningar och var med om att bilda en designgrupp i Borås.